# Гуреєв Василь Миколайович
Гуреєв Василь Миколайович (нар. 22 квітня 1952) — український політик, кандидат економічних наук; народний депутат України четвертого—шостого скликань, член фракції Партії регіонів (з 11.2007), член Комітету з питань промислової і регуляторної політики та підприємництва (з 12.2007); президент Асоціації суднобудівників України «Укрсудпром» (з 1998); голова Федерації роботодавців морської індустрії України; заступник голови Федерації роботодавців України; заслужений тренер України з вітрильного спорту.

## Біографія
Народився 22 квітня 1952 року (хутір Литвинів, Литвинівський район, Каменської області, — тепер Білокалитвянський район Ростовської області, Росія); рос.; батько Микола Федорович (1924—1999) — юрист; мати Єфросинія Василівна (1929) — пенс.; дружина Тетяна Олексіївна (1953) — економіст; дочка Віра (1978) — економіст.
Закінчив Ждановський металургійний технікум (1967—1971); Київський університет народного господарства (1978), «Планування промисловості».
Народний депутат України 6-го скликання з 11.2007—12.2012 від Партії регіонів, № 104 в списку. На час виборів: народний депутат України, б/п.
Народний депутат України 5-го скликання 04.2006-11.2007 від Блоку «Наша Україна», № 36 в списку. На час виборів: нар. деп. України, член ПППУ. Член Комітету з питань промислової і регуляторної політики та підприємництва (з 07.2006), член фракції Блоку «Наша Україна» (з 04.2006).
Народний депутат України 4-го скликання 04.2002-04.2006 від блоку «За єдину Україну!», № 18 в списку. На час виборів: Міністр промислової політики України, член ПППУ. Член фракції «Єдина Україна» (05.-06.2002), уповноваж. пред. фракції партій ППУ та «Трудова Україна» (06.2002-04.2004), позафракційний (04.-05.2004), уповноважений представник фракції НДП та ПППУ (05.-12.2004), позафракційний (12.2004-01.2005), уповноважений представник групи «Воля народу» (01.-03.2005), член Комітету з питань промислової політики та підприємництва (з 06.2002), уповноважений представник фракції ПППУ (з 03.2005). Голосував за згоду на призначення Віктора Януковича прем'єр-міністром України 21 листопада 2002 року.
З 09.1971 — слюсар, завод «Азовсталь». З 11.1971 — служба в армії, Група рад. військ в Німеччині. З 02.1978 — інженер, гол. економіст, нач. планово-ек. відділу, заст. ген. директора з ек. питань, ВО «Київприлад». З 09.1992 — 1-й заступник начальника упр. ек. аналізу і прогнозування та забезпечення розвитку науки і виробництва в ринкових умовах, Міністерство машинобуд., ВПК і конверсії України. З 01.1993 — заст. Міністра, 03.07.1995-25.02.1997 — Міністр економіки України. 26.02.-25.07.1997 — Міністр машинобуд., ВПК і конверсії України. 25.07.1997-01.02.2000 — Міністр промислової політики України. 05.06.2001-24.04.2002 — Міністр промислової політики України. Член президії Політради (02.2000-08.2007), заступник голови ПППУ (07.2000-08.2007).
Був членом Ради національної безпеки при Президентові України, членом Ради національної безпеки і оборони при Президентові України (з 30.08.1996), член Валютно-кредитної ради КМ України (з 09.1995); членом Міжвідомчої комісії з питань регулювання ринку продовольства, цін і доходів сільськогосподарських товаровиробників (з 07.1998); головою Урядової комісії з політики експортного контролю (з 11.1997); член Національної ради з питань якості (09.1997-07.2000); член Державної комісії з проведення в Україні адміністративної реформи (01.1999-07.2001); член Комісії з організації діяльності технологічних парків та інноваційних структур інших типів (08.2001-03.2003).
Лауреат Державної премії України в галузі науки і техніки (1999). Заслужений економіст України (09.1999). Орден «За заслуги» III (04.2002), ІІ (2004), I ступенів (серпень 2011). Почесна грамота КМ України (04.2002). Орден Святого князя Володимира Великого.
Володіє англійською мовою.
Захоплення: вітрильний спорт.